# Krešimir Ćosić
Krešimir Ćosić (* 26. November 1948 in Zagreb, SR Kroatien; † 25. Mai 1995 in Baltimore, Maryland) war ein kroatischer Basketballspieler und -trainer. Bei einer Größe von 2,11 Metern spielte er auf der Position des Centers.
Ćosić zählt zu den besten europäischen Basketballspielern aller Zeiten. Am 6. Mai 1996 wurde er posthum in die Naismith Memorial Basketball Hall of Fame aufgenommen. 2007 wurde er zudem, als einer der ersten Spieler, in die FIBA Hall of Fame aufgenommen. Den FIBA Order of Merit erhielt er im Juli 1994.

## Leben und Karriere
Krešimir Ćosić wurde in Zagreb geboren, wuchs aber in Zadar, einer Hafenstadt an der Adria auf. Dort besuchte er die Grund- und Oberschule. Während seines dreijährigen Aufenthalts (1970–1973) an der Brigham Young University schloss er sich der Kirche Jesu Christi der Heiligen der Letzten Tage an, die ihn in den folgenden Jahren sehr prägte. Nach seiner Rückkehr nach Kroatien leitete er selbständig und ehrenamtlich die Kirchenangelegenheiten in seinem Heimatland und trug wesentlich zur Übersetzung des Buches Mormon ins Kroatische bei.
Darüber hinaus war Ćosić der erste außerhalb Nordamerikas aufgewachsene Spieler, der an einem amerikanischen College zum Starspieler avancierte, und somit ein Vorreiter der folgenden Internationalisierung des amerikanischen Spitzen-Basketballsports wurde. Als Trainer der jugoslawischen Nationalmannschaft erreichte er bei der Weltmeisterschaft 1986 den dritten Platz und bei den Olympischen Sommerspielen 1988 in Seoul gewann er Silber.

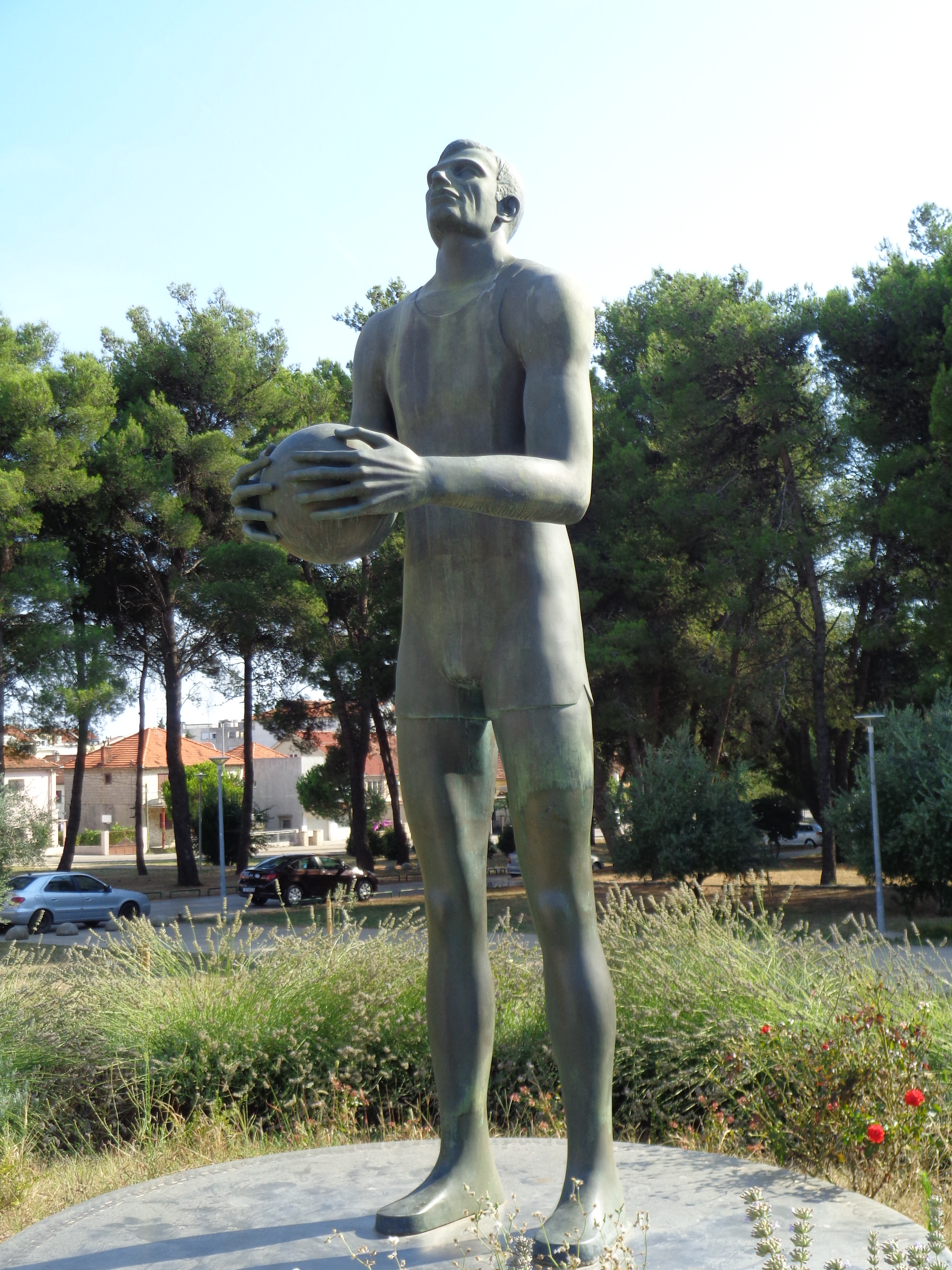
Statue von Ćosić in Zadar

Ćosićs größter Erfolg war der Gewinn der Goldmedaille bei den Olympischen Spielen 1980 in Moskau mit der jugoslawischen Nationalmannschaft. Außerdem wurde er zweimal (1970, 1978) Welt- sowie dreimal (1973, 1975, 1977) Europameister und gewann zwischen 1967 und 1981 bei diesen Turnieren insgesamt 14 Medaillen. Mit 303 Länderspielen ist er Rekordspieler der jugoslawischen Nationalmannschaft.
Er wurde im Mai 2008 posthum als eine der fünfzig bedeutenden Persönlichkeiten des Basketballsports in Europa geehrt. Die Ehrung erfolgte durch die Euroleague Basketball im Rahmen einer offiziellen Zeremonie im Palacio de Deportes de la Comunidad de Madrid, in Madrid (Spanien).

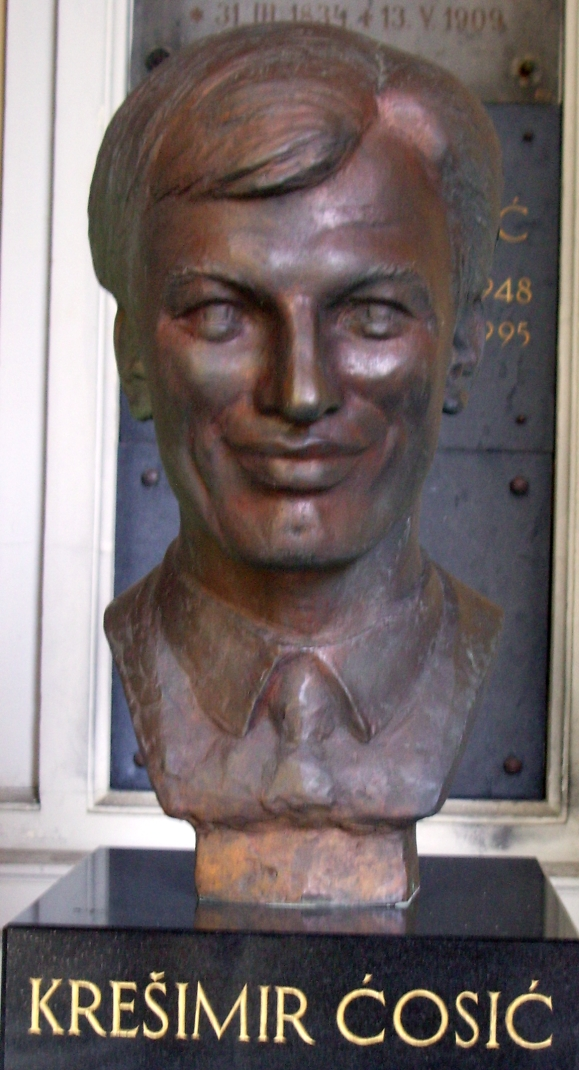
Büste von Krešimir Ćosić auf dem Mirogoj-Friedhof

Ćosić starb 1995 in Baltimore, Maryland an einem Non-Hodgkin-Lymphom. Nach seinem Tod wurde er auf dem Mirogoj-Friedhof in Zagreb beigesetzt.

## Sonstiges
Die 2008 fertiggestellte Mehrzweckhalle Dvorana Krešimira Ćosića in Zadar wurde nach Ćosić benannt.